# Alberto da Giussano

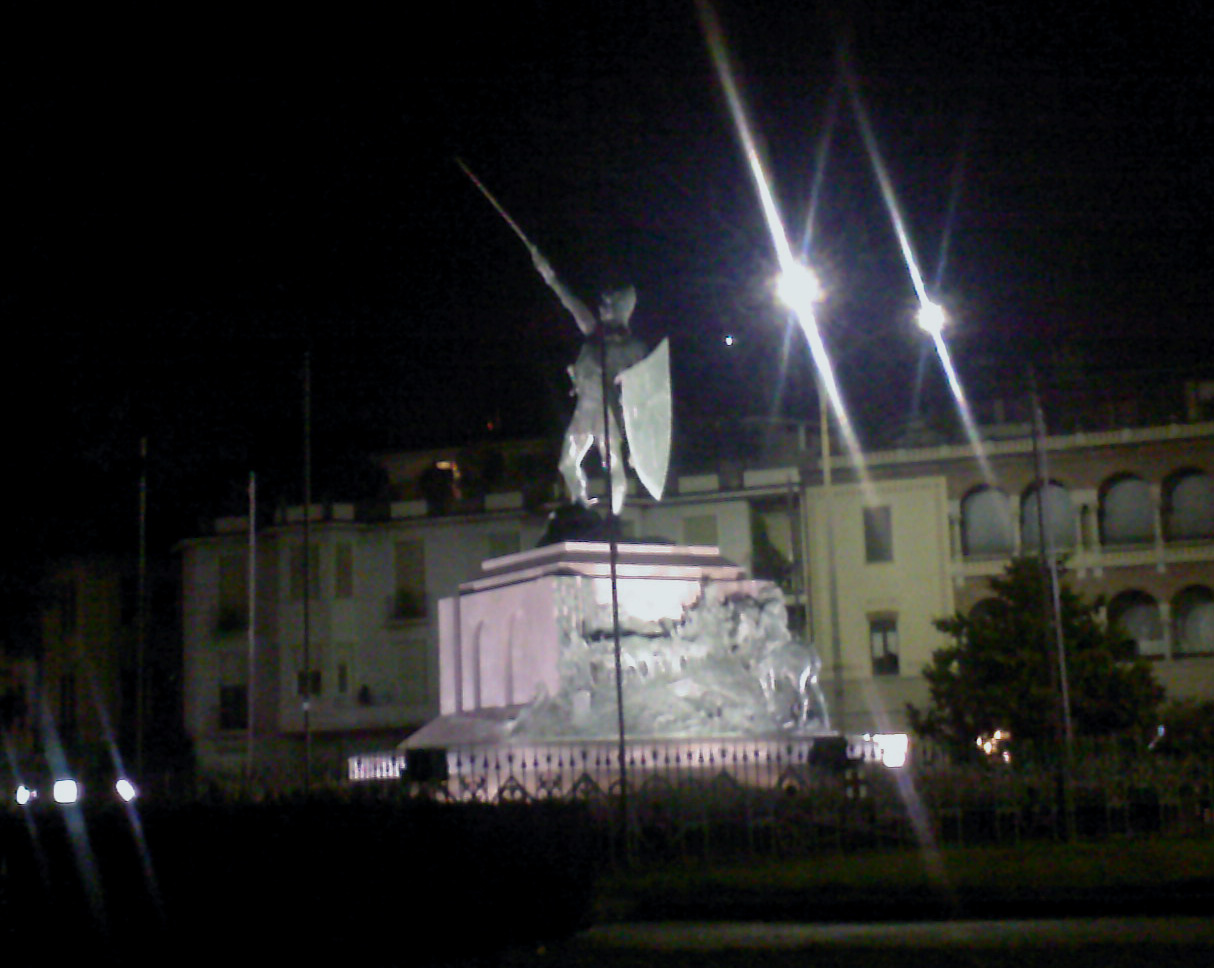
Da-Giussano-Denkmal in Legnano (Entwurf Enrico Butti).

Alberto da Giussano (Lombardei, 12. Jahrhundert) war ein legendenhafter Führer des Lombardenbundes.

## Herkunft
Alberto da Giussanos Herkunft und Leben sind umstritten. Es wird angenommen, dass er aus dem lombardischen Ort Giussano stammte oder dort ein öffentliches Amt bekleidete.

## Legnano
Alberto da Giussano nahm angeblich am 29. Mai 1176 an der Schlacht bei Legnano teil, in der er der Legende nach mit seiner Kompanie den Carroccio, einen Kriegswagen, gegen die Soldaten des Kaisers Friedrich I. Barbarossa verteidigt haben soll. Auf Grund der Bedeutung des Carroccio dürfte er ein oder der militärische Befehlshaber der Lombarden gewesen sein.

## Moderne
Alberto da Giussano wurde später zu einem Symbol für die Befreiung Italiens von Fremdherrschaft. Besonders verklärt wurde er während des Risorgimento und auch während des Faschismus.
Die italienische Marine benannte 1930 einen leichten Kreuzer nach ihm, das Heer hatte ihn zwischen 1934 und 1997 auf Wappen von Verbänden, die den Namen „Legnano“ trugen.
Der Fahrradhersteller Legnano hat ihn in seinem Firmenlogo dargestellt.
Besondere Bedeutung hat er heute für die norditalienische Regionalpartei Lega Nord, auf deren Wappen er zu sehen ist. Für die Lega und ihre Anhänger steht er für den Widerstand gegen Zentralismus und römische Bevormundung.
In Legnano findet Ende Mai jeden Jahres der Palio di Legnano statt, ein Volksfest mit Trachtenumzug und Pferderennen, das an die Schlacht und Alberto da Giussano erinnert. Die Stadt errichtete ihm auch ein Denkmal.

## Bilder

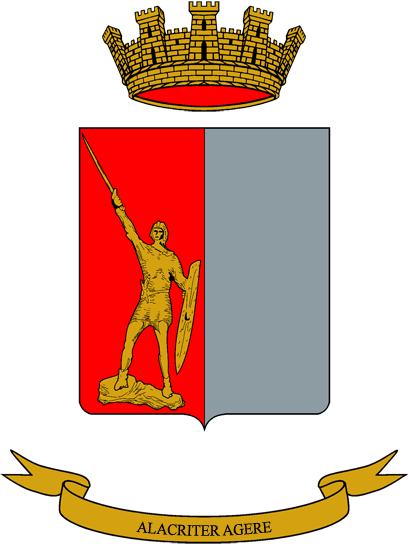
Wappen des Logistikbataillons der Legnano Brigade des italienischen Heers
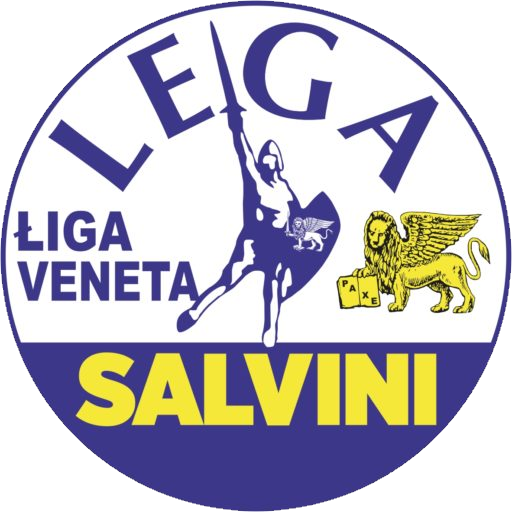
Wahlsymbol der Liga Veneta (Lega Nord in Venetien)